# Saint-Jacques-des-Blats
Saint-Jacques-des-Blats – miejscowość i gmina we Francji, w regionie Owernia-Rodan-Alpy, w departamencie Cantal, położona nad rzeką Cère.
Według danych na rok 1990 gminę zamieszkiwały 352 osoby, a gęstość zaludnienia wynosiła 11 osób/km² (wśród 1310 gmin Owernii Saint-Jacques-des-Blats plasuje się na 506. miejscu pod względem liczby ludności, natomiast pod względem powierzchni na miejscu 183.).